# توکان گلوسفید
توکان گلوسفید(نام علمی: Ramphastos tucanus) نام یک گونه از سرده توکان است.